# Тун, Гвидобальд фон
Граф Гвидобальд фон Тун и Гогенштейн (нем. Guidobald von Thun und Hohenstein; 16 декабря 1616 Кастельфондо, Трентское епископство, Священная Римская империя —  1 июня 1668, Регенсбург, Регенсбургское епископство, Священная Римская империя) — немецкий кардинал и имперский князь. Архиепископ Зальцбурга с 13 февраля 1654 по 7 марта 1666. Князь-епископ Регенсбурга с 13 марта 1667 по 1 июня 1668. Кардинал-священник с 7 марта 1667. Главный комиссар (председатель) Совета имперских князей Рейхстага Священной Римской империи (с 1662).

## Биография
Родился в семье графа Иоганна Зигмунда, губернатора Богемии и Барбары Тун. Богословское образование получил в Папском германско-венгерском коллегиуме (лат. Pontificium Collegium Germanicum et Hungaricum de Urbe) в Риме.
В 1633 году стал каноником кафедрального собора Зальцбурга. Побывал во Франции, Испании и Англии; получил место и голос в капитуле собора (1640), декан (1644). Позже возглавил консисторию и стал генеральным викарием.
22 января 1645 г. был рукоположён в священники. 4 марта 1654 г. был избран архиепископом Зальцбургским, а 24 августа того же года был рукоположён в сан. 7 марта 1667 г. стал кардиналом-пресвитером, но титульного храма так и не получил. В том же году он был избран епископом Регенсбурга.
Получил звание папского легата по рождению (Legatus Natus), использованный впервые, от императора получил титул Hochwuerdiger.
Из-за небольшого пореза получил заражение крови и умер в Регенсбурге.
Похоронен в крипте Зальцбургского собора.

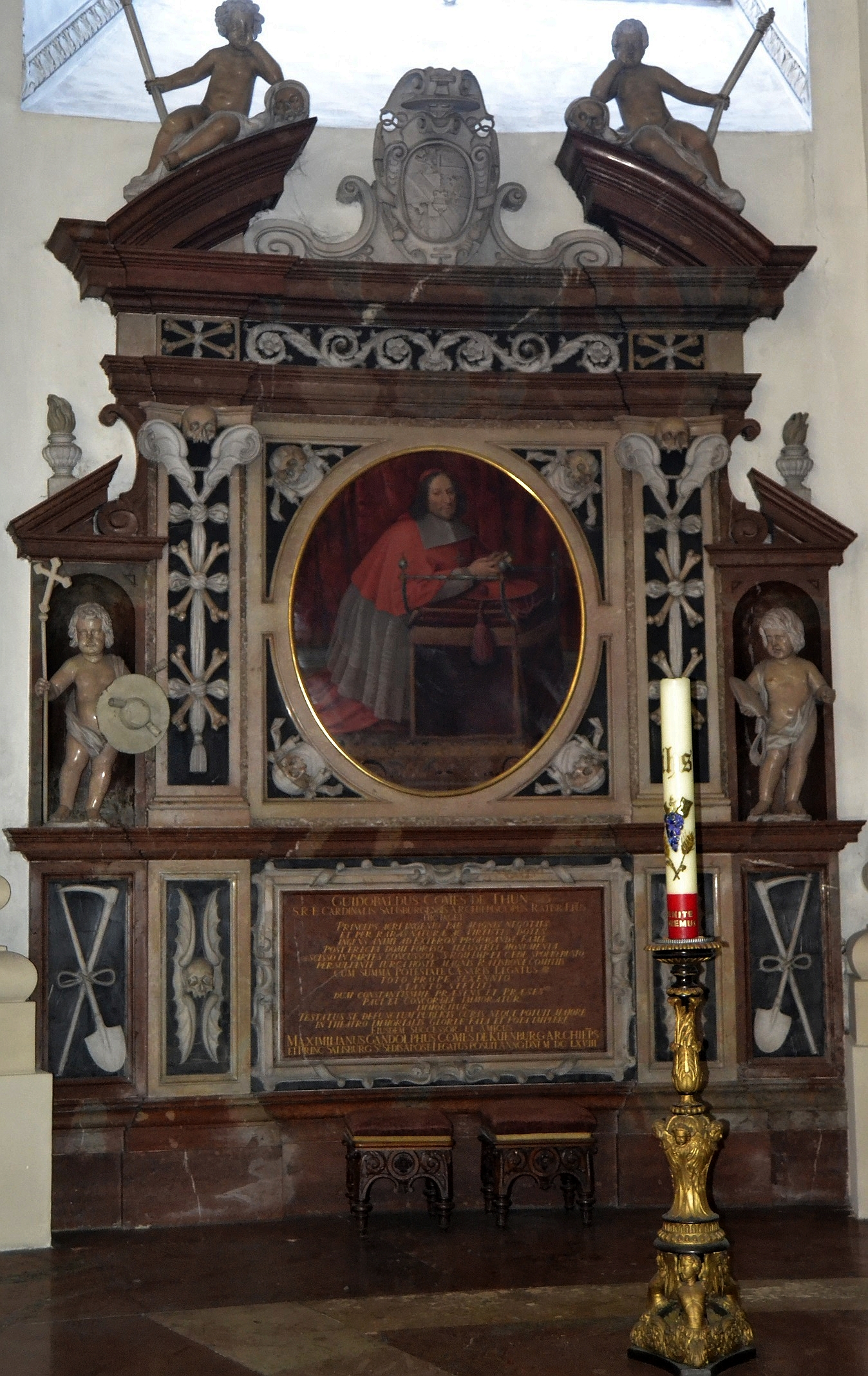
Кенотаф архиепископа Гвидобальда фон Туна в Зальцбургском соборе